# Wanneranval
Wanneranval est un hameau du village de Wanne, dans l'Ardenne belge. Avec Wanne il fait administrativement partie de la commune de Trois-Ponts, en Région wallonne dans la province de Liège (Belgique). Avant la fusion des communes de 1977, Wanneranval faisait partie de la commune de Wanne.

## Situation
Ce hameau ardennais se trouve sur le versant sud du petit ruisseau de Bouyin, affluent de l'Amblève le long d'une côte menant au village de Wanne implanté 1 kilomètre plus au sud. Il se situe aussi à 7 kilomètres de Trois-Ponts et à 4 kilomètres de Stavelot.

## Description
Dans un environnement de prairies, Wanneranval égrène ses quelques maisons et fermettes bâties le plus souvent en moellons de grès le long d'une côte qui est une des épreuves favorites de la course cycliste Liège-Bastogne-Liège.